# Gemeine Akelei
Die Gemeine Akelei oder Gewöhnliche Akelei (Aquilegia vulgaris), auch Wald-Akelei genannt, ist eine Pflanzenart aus der Gattung der Akeleien (Aquilegia) innerhalb der Familie der Hahnenfußgewächse (Ranunculaceae). Aquilegia vulgaris ist eine Sammelart mit etlichen Varietäten. Zu ihr werden zahlreiche weitere Aquilegien aus der Flora Europas gestellt.
Die Gemeine Akelei wurde im Mittelalter und der frühen Neuzeit in vielfältiger Form in der Medizin verwendet. Aufgrund der ihr zugeschriebenen Symbolik ist sie außerdem auf zahlreichen mittelalterlichen Tafelgemälden zu finden.

## Namensherkunft
Die Herkunft des Wortes „Akelei“ ist unsicher. In althochdeutschen Glossen aus der zweiten Hälfte des 9. Jahrhunderts kommt agaleia, akileia vor, womit verschiedene, nicht immer klar zu interpretierende Gewächse bezeichnet werden, die mit Dornen versehen sind oder gespornte Blüten haben. Bei den im spätmittelalterlichen Deutsch auftretenden Wörtern ageleia, acoleia (Hildegard von Bingen, wonach aquileia bei Albertus Magnus) ist nicht sicher, welche Pflanze überhaupt gemeint ist. Das Wort „Akelei“ bezeichnet im Deutschen noch lange verschiedene Gewächse, und erst mit dem Beginn der illustrierten Kräuterbücher, die ab dem 16. Jahrhundert erscheinen, werden Name und Bedeutung im heutigen Sinne fest. Das Wort dürfte ein romanisches Lehnwort sein, doch wirft die Lautung im Detail verschiedene Fragen auf. Eine Rückführung auf lateinisch aquila ‚Adler‘ im Sinne von ‚Pflanze mit adlerförmiger Blüte‘ plus indogermanisches Suffix -eio/-eiā, die schon vorgeschlagen wurde, scheitert an den phonologischen Verhältnissen. Womöglich liegt dem Wort ein lateinisches aculeus ‚Stachel, Dorn‘ zugrunde.
In anderen Sprachen wird auf die Ähnlichkeit des Honigblatts zu einer Taube angespielt. So wird im englischsprachigen Raum die Akelei als „Columbine Flower“ bezeichnet. Manche deutsche Volksnamen spielen auf die Ähnlichkeit der fünf Blütenblätter zu fünf im Kreis sitzenden Vögeln an: So wird die Blume je nach Region auch Taubenblume, Tauberln oder Fünf Vögerl zusamm genannt. Weitere Synonyme sind Elfenhandschuh, Frauen(hand)schuh, Kapuzinerhüetli, Pfaffenkäpple und viele andere, siehe Heinrich Marzells Wörterbuch der deutschen Pflanzennamen. Auf die ihr zugeschriebene liebesfördernde Wirkung spielt der Name Venuswagen an.

## Beschreibung

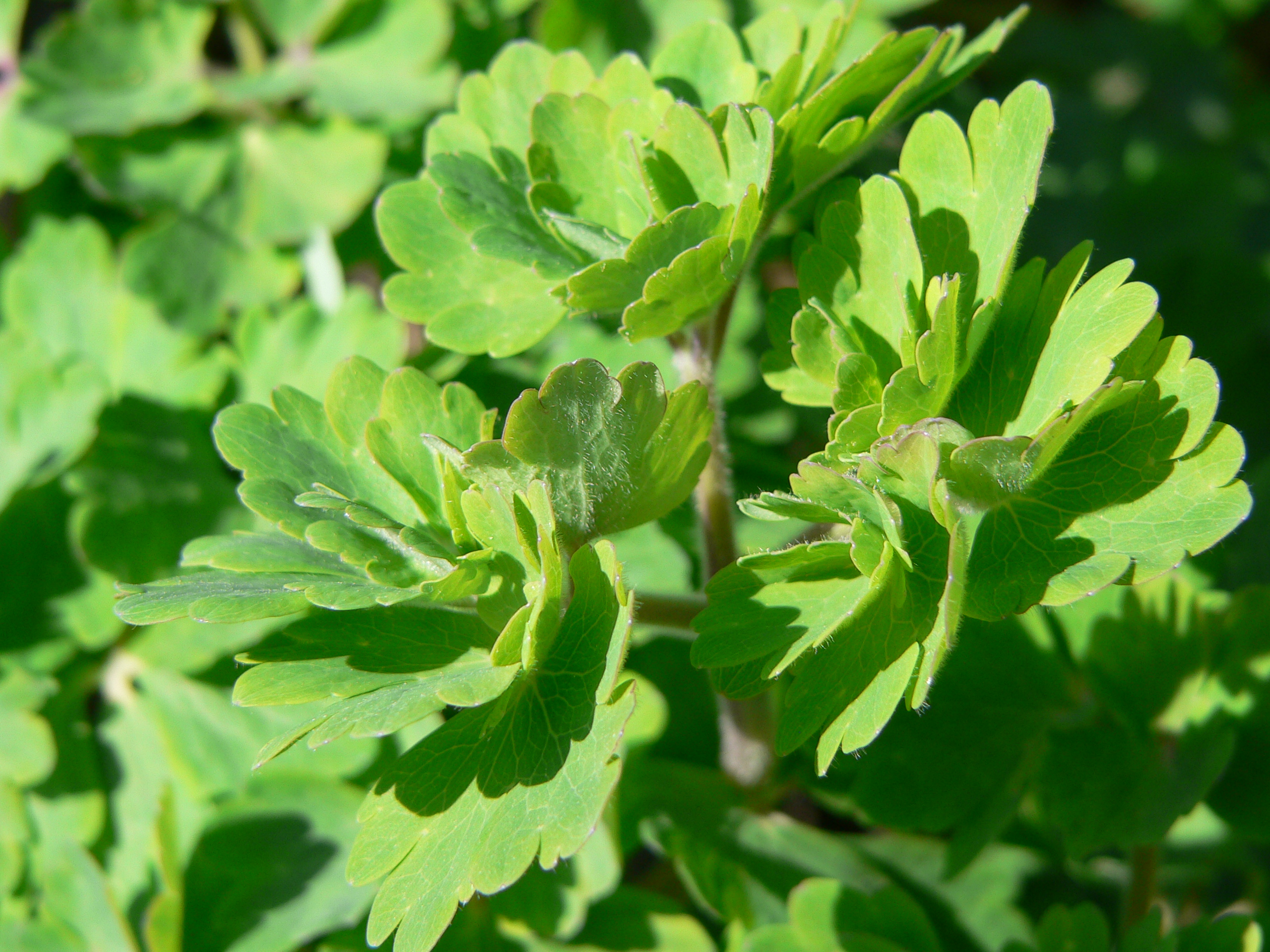
Blattaustrieb der Gemeinen Akelei im Frühjahr

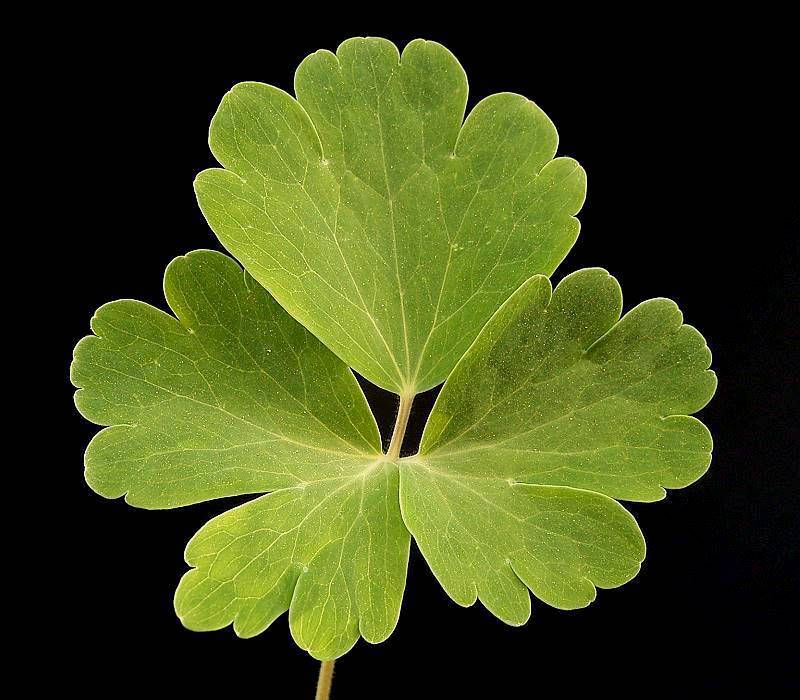
Blattform

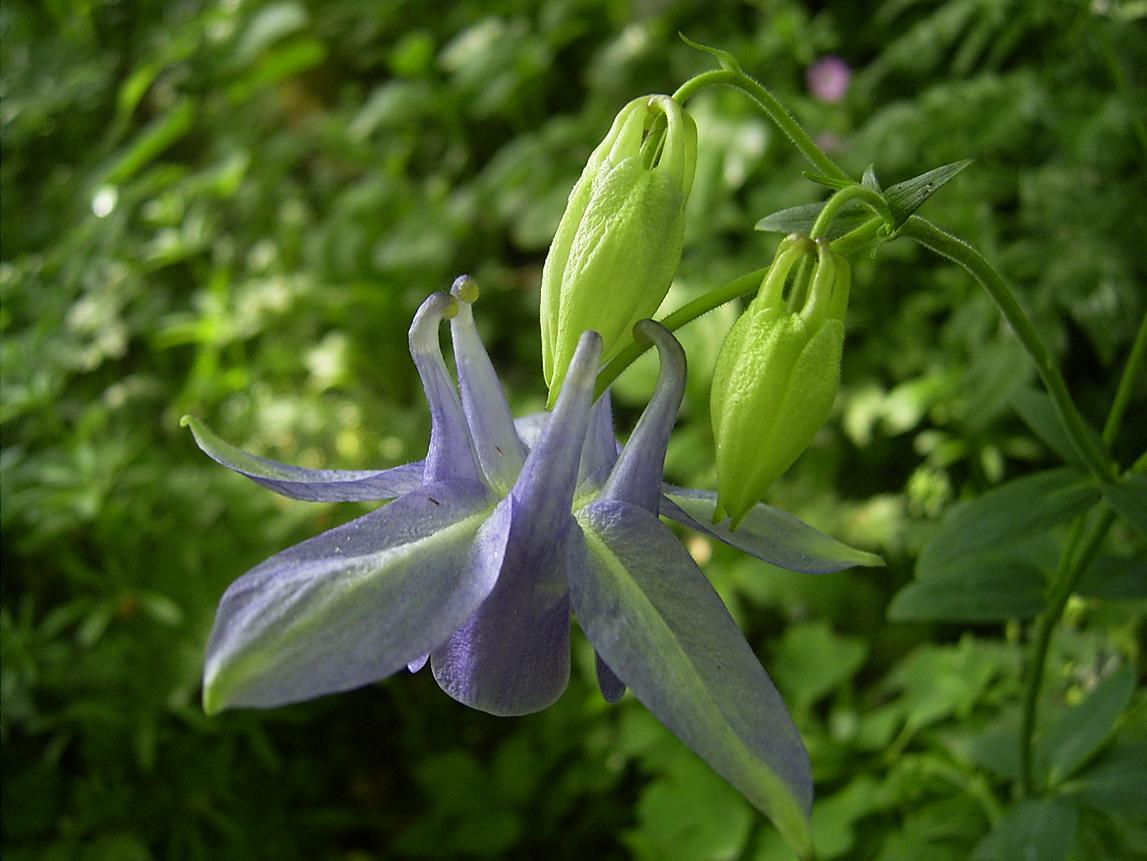
Blüte

### Vegetative Merkmale
Die Gemeine Akelei ist eine kurzlebige, mehrjährige, krautige Pflanze, die Wuchshöhen zwischen 30 und 60 Zentimetern erreicht, etwa 45 cm breit wird und über ein kräftiges Rhizom verfügt. In der Mitte der lockeren Blattrosette wachsen lange, reichverzweigte Stängel, an deren Blütenzweigen die gespornten glockenförmigen Blüten sitzen.
Die Laubblätter der Gemeinen Akelei sind doppelt dreizählig, mit rundlichen gelappten an den Lappen gekerbten gestielten Blättchen; oberseits bläulich-grün, unterseits gräulich-grün und behaart.
Die grundständigen Blätter sind lang gestielt, die obersten Blättchen am Stängel ungestielt, länglich oval und ganzrandig. Bald nach der Blütezeit zieht sich die Pflanze mit welkenden Blättern und Stängeln auf das Rhizom zurück.

### Generative Merkmale
Die nickenden Blüten erscheinen in der Zeit von Mai bis Juni und haben einen Durchmesser von drei bis fünf Zentimetern. Sie haben fünf kronblattartige Perigonblätter, die jeweils 1,5 bis 2,5 cm lang und 1,0 bis 1,5 cm breit sind. Die fünf Nektarblätter neigen sich glockenartig und tragen am Grunde Nektardrüsen. Die Blüten sind überwiegend blau gefärbt; gelegentlich treten jedoch auch bei der Wildform weiße, rotviolette oder blaue Blüten mit weißem Rand auf. Die blaue Farbe geht auf das Anthocyanidin Delphinidin zurück.
Aus jedem einzelnen, freien Fruchtblatt bilden sich die für Hahnenfußgewächse typischen Balgfrüchte. Während die Blüten nach unten gerichtet waren, stehen die Balgfrüchte aufrecht; sie enthalten die bis zu 2,5 mm langen, schwarz glänzenden Samen.
Die als Gartenpflanze kultivierten Sorten der Gemeinen Akelei gibt es neben dem dunklen Blau der Wildform auch mit weißen, rosa, roten und purpurnen Blüten. Strahlend weiße Blüten hat beispielsweise die Sorte 'Nivea'. Daneben gibt es auch Zuchtformen der Gemeinen Akelei, die zweifarbig sind, und solche mit gefüllten Blüten. Zu den von der Royal Horticultural Society empfohlenen Akelei-Sorten gehört beispielsweise die Zuchtform 'Nora Barlow', die pomponförmige gefüllte und altrosa und weiß gefärbte Blüten hat.
Bei Aquilegia vulgaris liegt Diploidie vor mit einer Chromosomenzahl von 2n = 14.

## Fortpflanzung

### Bestäubung

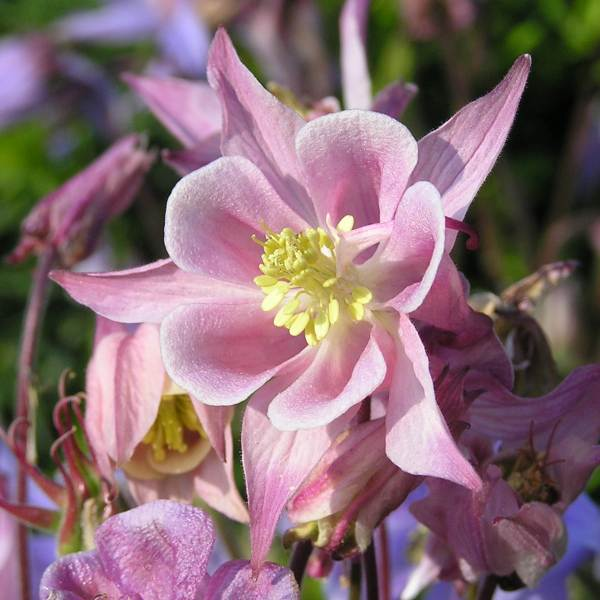
Blüte

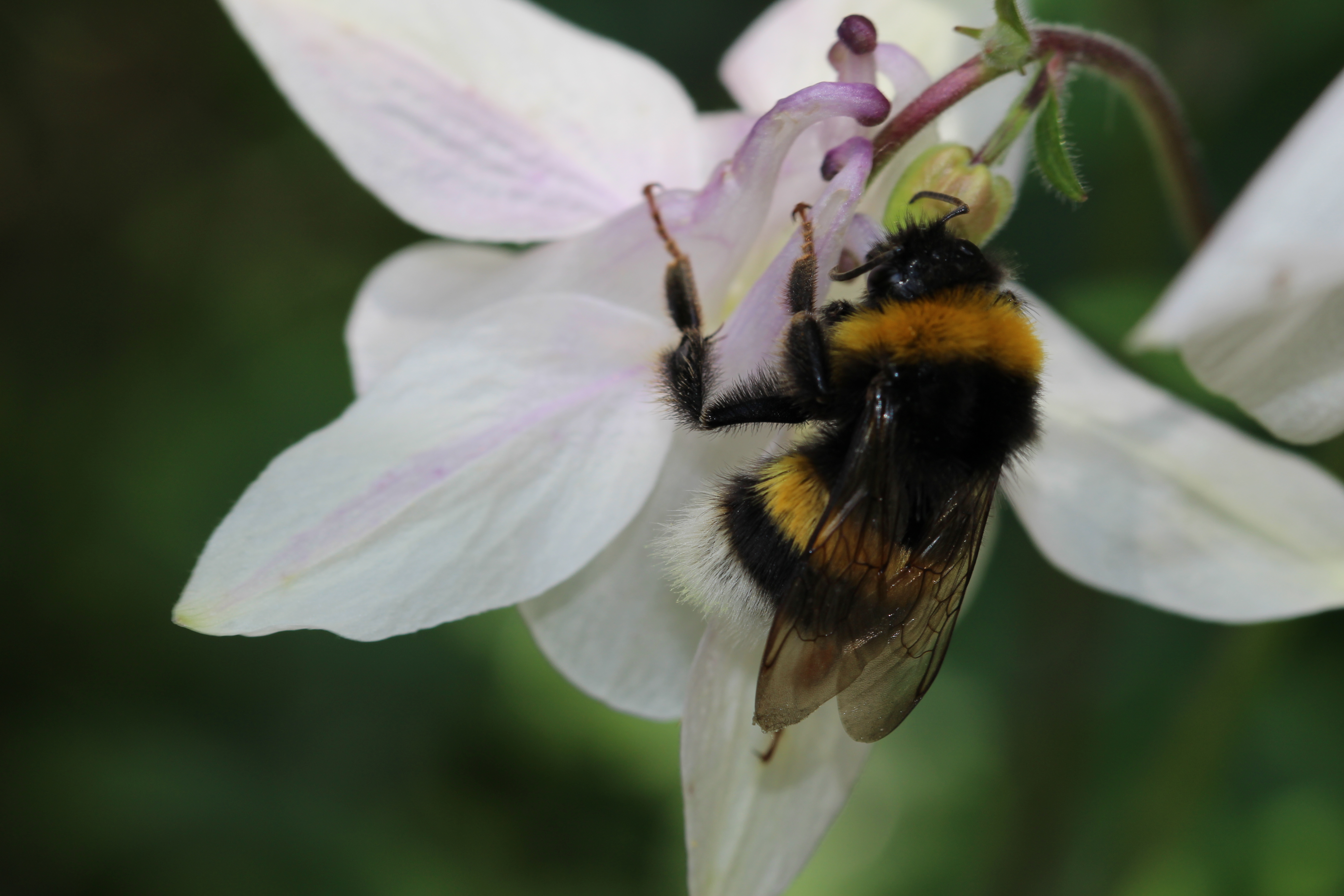
Nektarraub einer Erdhummel an Aquilegia vulgaris

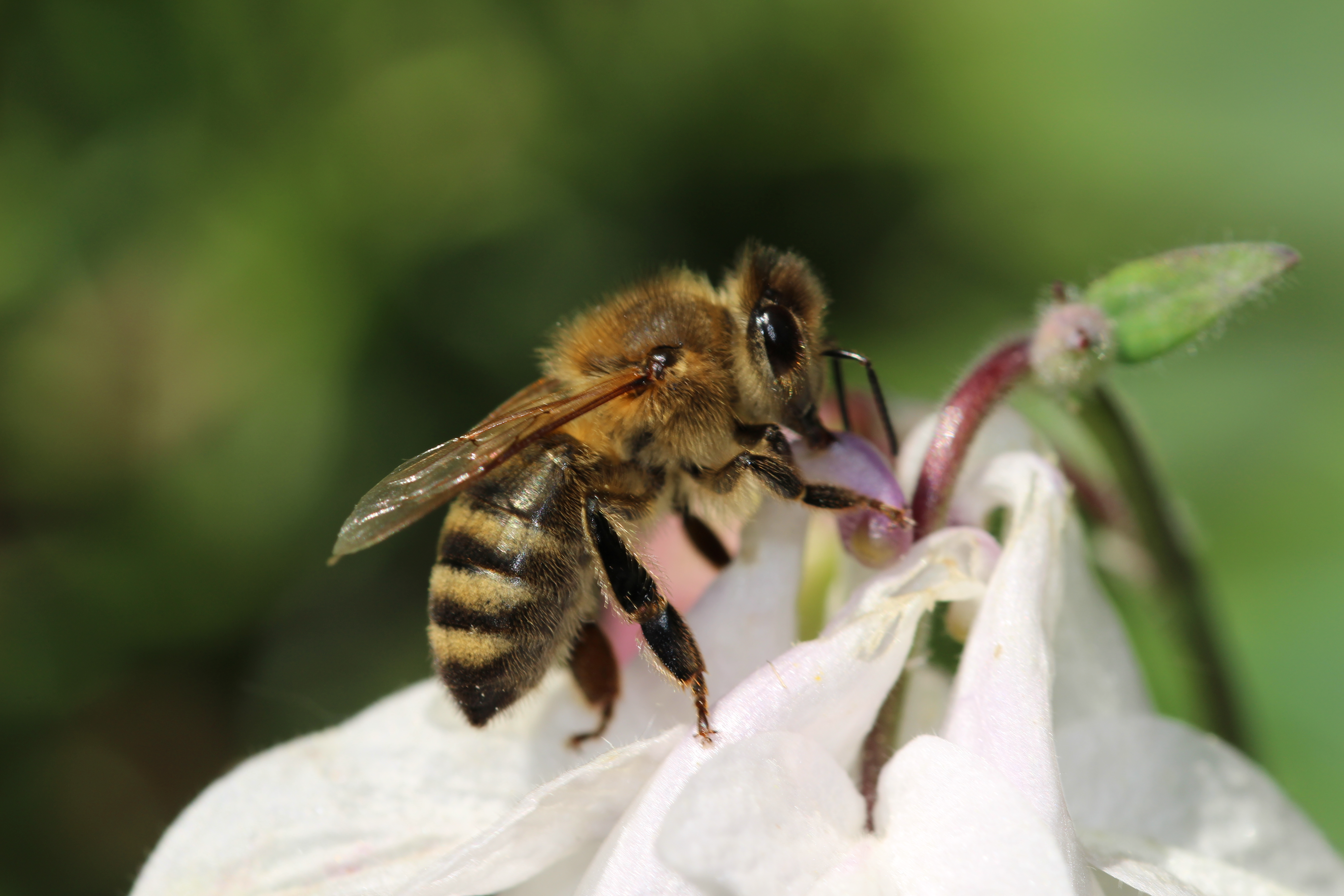
Nektarraub einer Honigbiene an Aquilegia vulgaris

Bestäubt werden die Akeleien nur von Insekten mit ausreichend langem Rüssel, etwa Hummelarten. Ein solcher Rüssel ist notwendig, um den am Grund der Sporne der Honigblätter ausgeschiedenen Nektar zu erreichen. Angelockt werden die Hummeln durch die Farbe der Blütenblätter sowie durch den Duft. Die Insekten halten sich mit den Vorderbeinen am Rand der Kronblätter fest und dringen mit ihrem Kopf in den lang ausgezogenen Sporn ein.
Die Akelei gehört zu den Pflanzen, bei denen Staub- und Fruchtblätter zu unterschiedlichen Zeitpunkten reifen. Über diesen Mechanismus stellen die Pflanzen sicher, dass die Narben der Blüte durch den Pollen einer anderen Pflanze bestäubt werden. Als sogenannte vormännliche Pflanze (Proterandrie) reifen bei der Akelei zuerst die Staubblätter. Daher wird, solange die Blüte sich noch in ihrem vormännlichen Stadium befindet, der Hinterleib der Hummeln mit Pollen eingestäubt. Sind die Blüten bereits älter und damit weiblich, nehmen die dann reifen Narben den Pollen auf, den die Hummeln von anderen Akeleipflanzen mitbringen.
Kurzrüsselige Hummeln beißen gelegentlich den Sporn der Akelei von außen an und holen sich den Nektar, ohne dabei die Blüte zu bestäuben. Ist das Loch vorhanden, finden sich auch bald Bienen ein, die gleichfalls als „Nektardiebe“ den Nektar aufnehmen, ohne eine Bestäubung vorzunehmen (vgl. Foto).

### Ausbreitung des Samens

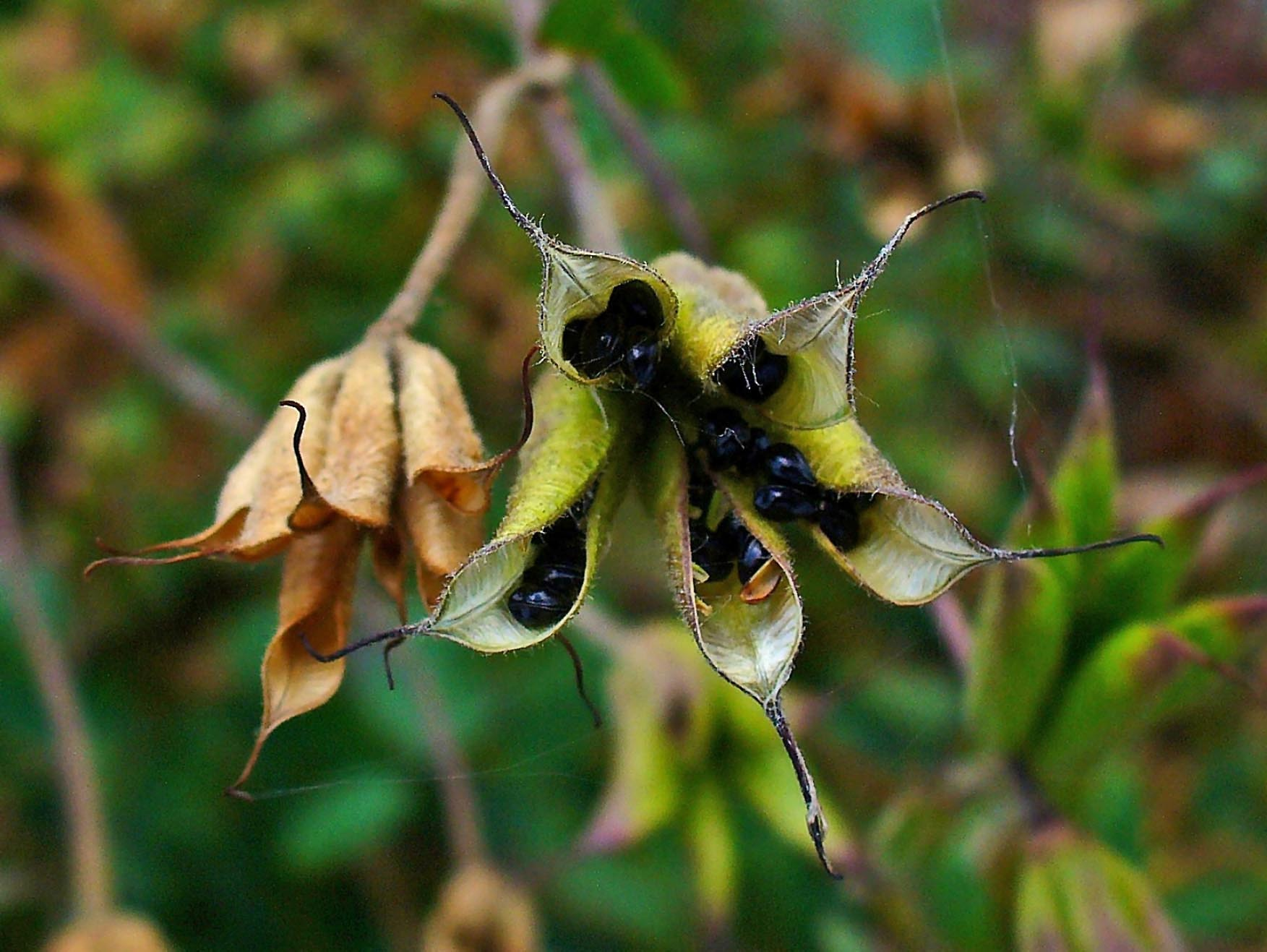
Balgfrüchte und Samen

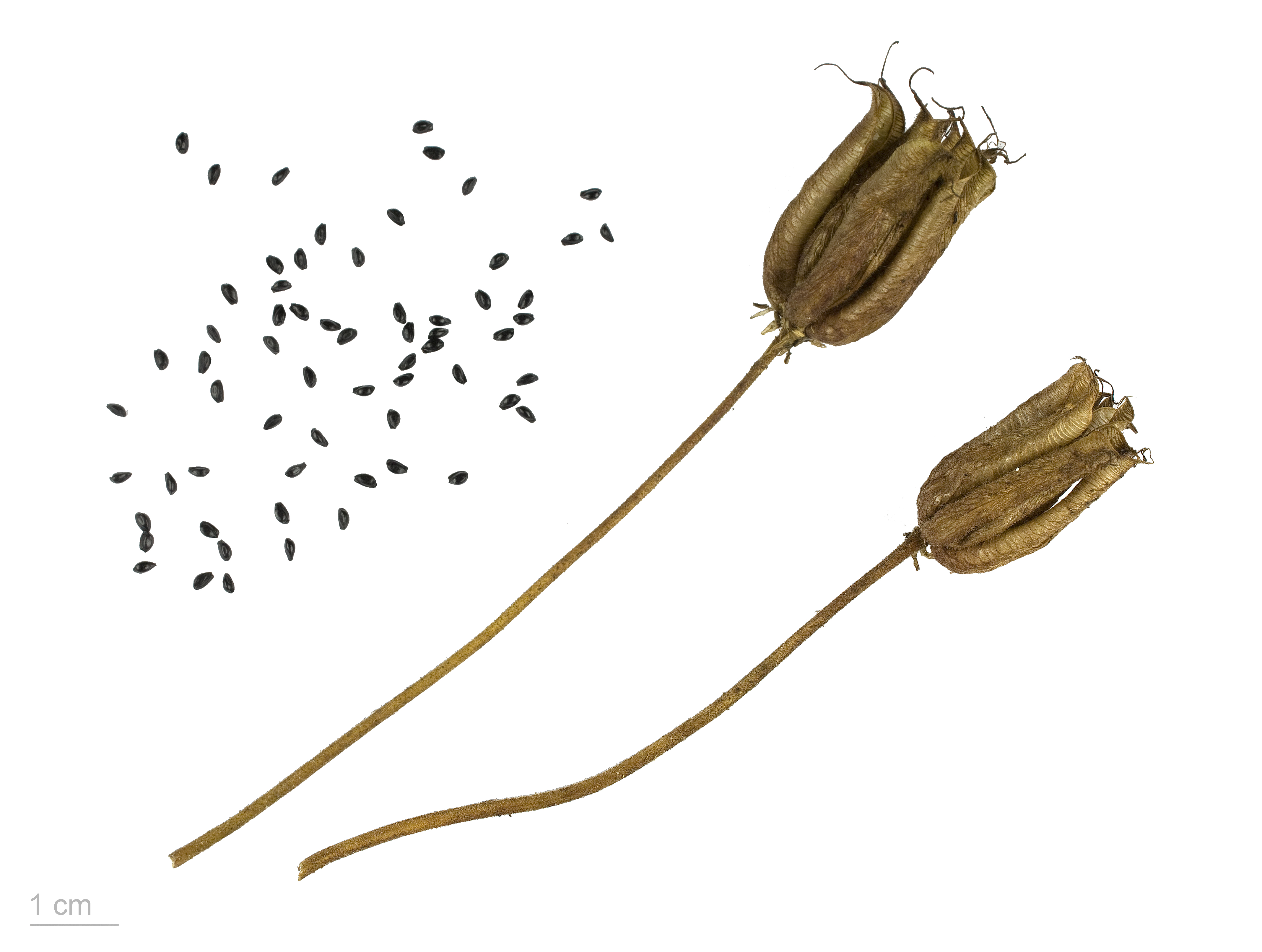
Balgfrüchte und Samen

Die Gemeine Akelei nutzt mehrere Mechanismen zur Ausbreitung ihrer Diasporen. Sie zählt sowohl zu den sogenannten Austrocknungsstreuern, als auch zu den Wind- und Tierstreuern.
Nach der Befruchtung bilden sich die nach oben gerichteten Balgfrüchte aus, die auf den verlängerten elastischen Fruchtstielen sitzen. Während des im Juli beginnenden Reifungsprozesses dieser Balgfrüchte trocknen die Fruchtwände aus, und durch diesen Trocknungsprozess öffnen sich die Balgfrüchte ruckartig entlang ihrer längsverlaufenden Bauchnaht. Dabei werden die jeweils oberen Samen fortgeschleudert. Dieser Mechanismus wird als Austrocknungsstreuung bezeichnet. Typischer ist jedoch, dass die Samen der Gemeinen Akelei durch Wind oder Tiere verstreut werden. Der Wind löst die Samen aus den geöffneten Früchten und trägt sie mit sich fort. Bei Tieren verhaken sich die Balgfrüchte mit ihren behaarten Oberflächen für einen kurzen Moment im Fell der Tiere, um bei der Ablösung vom Tierfell ruckartig wieder nach oben zu schnellen. Dieser Rückstoß bewirkt, dass die Samen aus der Balgfrucht herausgeschleudert werden (sogenannte Semachorie).

## Verbreitung und Unterarten
Die Gemeine Akelei ist in ganz West-, Mittel- und Südeuropa verbreitet, in England ursprünglich wohl nur in den Kalkgebieten Südenglands, in Skandinavien bis etwa 66° n. Br., in Dänemark wahrscheinlich nur auf Bornholm ursprünglich, sonst verwildert, auch für Skandinavien ist nur von einer Verwilderung auszugehen, im östlichen baltischen Gebiet aber spontan, in Russland meist verwildert, sowie weiterhin die Hochgebirge der Maghreb-Länder Nordafrikas. Im gemäßigten Asien und China wird die gemeine Akelei von verwandten Arten abgelöst.
Dabei liegt aber der Schwerpunkt ihrer natürlichen Vorkommen zumindest in der Atlantischen bis Zentraleuropäischen Florenregion fast ganz in den südlichen Unterprovinzen. Ihre europäische Arealdiagnose wird mit (meridional) – submeridional – temperat – gemäßigt ozeanisch in der kühl- bis warmgemäßigten Zone der westlichen Holarktis angegeben.
In den Allgäuer Alpen steigt die Gemeine Akelei im Tiroler Teil am Südfuß der Gehrenspitze bis zu einer Höhenlage von 1500 Metern auf.
Aquilegia vulgaris hat nach Angaben im Atlas Florae Europaeae vier Unterarten:
- Aquilegia vulgaris subsp. vulgaris
- Aquilegia vulgaris subsp. dichroa (Freyn) T.E.Díaz
- Aquilegia vulgaris subsp. nevadensis (Boiss. & Reut.) T.E.Díaz
- Aquilegia vulgaris subsp. paui (Font Quer) O.Bolòs & Vigo

Dazu kommen im Mittelmeergebiet noch:
- Aquilegia vulgaris subsp. ballii (Litard. & Maire) Dobignard, kommt nur in Marokko vor
- Aquilegia vulgaris subsp. cossoniana (Maire & Sennen) Dobignard, kommt nur in Algerien und in Marokko vor
- Aquilegia vulgaris subsp. hispanica (Willk.) Heywood, kommt nur in Spanien und Portugal vor.

Daneben sind bei der polymorphen Art zahlreiche Varietäten beschrieben worden. Zu den nah verwandten Arten des europäischen vulgaris-Komplexes gehören insbesondere noch die Dunkle Akelei (Aquilegia nigricans) mit dunkel blauvioletten Blüten aus Ost und Südosteuropa, sowie die Schwarze oder Schwarzviolette Akelei (Aquilegia atrata). Als sicheres Unterscheidungsmerkmal dient dabei jeweils die Länge der Staubblätter, die sowohl bei der Schwarzvioletten als auch der Dunklen Akelei die Lamina der Petalen deutlich überragt (6–8 mm). Bei der Gemeinen Akelei sind die Staubblätter kaum sichtbar und ragen daher auch maximal nur 2 mm aus der Blüte. Auch ist die Blütenfarbe ein sicheres Kennzeichen, die Petalen der Dunklen und der Schwarzvioletten Akelei sind mauvefarben bis deutlich braunviolett, die der Gemeinen Akelei in der Regel einfach blau. Auch die Form der Blätter kann ein sicheres Kennzeichen sein, wenn keine Blüten vorhanden sind. Nur die Gemeine Akelei hat gerundete, bis fast herzförmige Blätter, die Blätter der Dunklen und der Schwarzvioletten Akelei sind dagegen deutlich tiefer gespalten und am Blattende leicht zugespitzt.
Die Schwarzviolette Akelei hat braunviolette/braunpurpurne, selten weiße Blüten und ist in den Kalk-Alpen, dem Alpenvorland und der Schwäbischen Alb zu finden. Unter den zu den Unterarten der Gewöhnlichen Akelei zu stellenden endemischen Akeleien Europas werden noch Aquilegia barbaricina Arrigoni & Nardi aus Sardinien und möglicherweise auch Aquilegia pancicii Degen aus Ostserbien erwähnt.

## Krankheiten
Die Gemeine Akelei wird von den Rostpilzen Puccinia actaeae-agropyri, Puccinia recondita, Puccinia actaeae-elymi, Puccinia agrostidis und Puccinia scarlensis mit Spermogonien und Aecidien befallen. Der Echte Mehltau Erisyphe aquilegia befällt die Blätter.

## Standort
Die Gemeine Akelei kommt zerstreut in kraut- und grasreichen, meist lichten Eichen- und Buchen-Mischwäldern (Fagetalia- oder Quercetalia pubescenis-Gesellschaften; schwache Querco-Fagetea-Klassencharakterart) vor, ferner im Randbereich von Hecken, auf Trocken- und Halbtrockenrasen sowie im Saumbereich von Wiesen, so im Geranion sanguinei und selten in Mesobromion-, Glatthaferwiesen (Arrhenatheretalia-) oder in Thlaspietalia-Gesellschaften. Die Standorte befinden sich auf sommerwarmen, mäßig trockenen bis frischen, nährstoff- und basenreichen, gern kalkhaltigen, mild-mäßig-sauer-humosen, lockeren, steinigen, sandigen oder reinen Lehmböden; es handelt sich um eine Mullbodenpflanze. Je sonniger der Standort ist, desto frischer sollte der Boden sein.
Die ökologischen Zeigerwerte nach Landolt et al. 2010 sind in der Schweiz: Feuchtezahl F = 3 (mäßig feucht), Lichtzahl L = 3 (halbschattig), Reaktionszahl R = 4 (neutral bis basisch), Temperaturzahl T = 3 (montan), Nährstoffzahl N = 3 (mäßig nährstoffarm bis mäßig nährstoffreich), Kontinentalitätszahl K = 3 (subozeanisch bis subkontinental).
Häufige Begleitpflanzen der Gemeinen Akelei sind die Stinkende Nieswurz und das Leberblümchen.

## Bestand und Bedrohung
In einigen deutschen Bundesländern gilt die Gemeine Akelei als in ihrem Bestand gefährdet, in Brandenburg gilt sie sogar als ausgestorben. Das Pflücken, Ausgraben oder Besitzen wildwachsender Akeleien ist generell untersagt, ebenso wie ihre Standorte oder Bestände nicht betreten werden sollen. Alle Akeleien sind „besonders geschützt“ nach dem Bundesnaturschutzgesetz (Bundesartenschutzverordnung). Sie wurde 1985 in Deutschland als eine der ersten Pflanzen zur Blume des Jahres gekürt. Einige Arten der Gattung Aquilegia sind auch FFH-Arten (Aquilegia bertolonii: FFH II, Aquilegia kitaibelii FFH II, Aquilegia pyrenaica subsp. cazorlensiss (prioritär) FFH II, Aquilegia alpina FFH IV (streng)).
In einigen Landschaften haben sich die Pflanzen in neuer Zeit wieder ausgebreitet, was zum Teil auf die Verschleppung von Samen zurückgeführt wird. Zu Lebensraumverlusten kommt es, wenn weit auseinander stehende Laubholzbestände in Nadelholzreinkulturen umgewandelt oder wenn Magerwiesen aufgeforstet werden.
Die Gewöhnliche Akelei verträgt eine einmalige Mahd sehr gut. Wird dagegen an ihren Standorten häufiger gemäht oder intensiver geweidet, wächst sie nicht mehr nach.

## Verwendung als Gartenpflanze

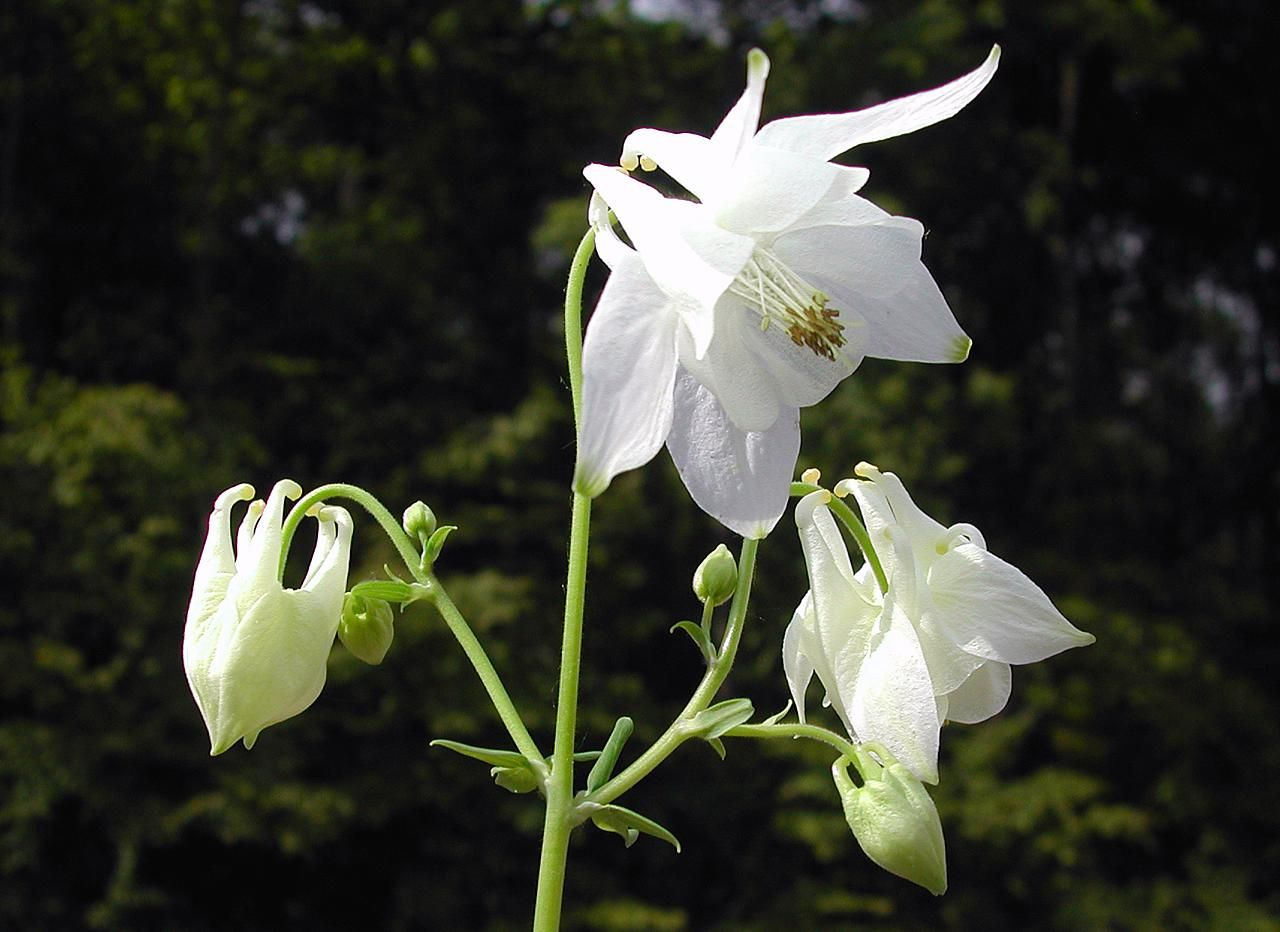
Aquilegia vulgaris cv. 'Alba' Zuchtform in einem botanischen Garten

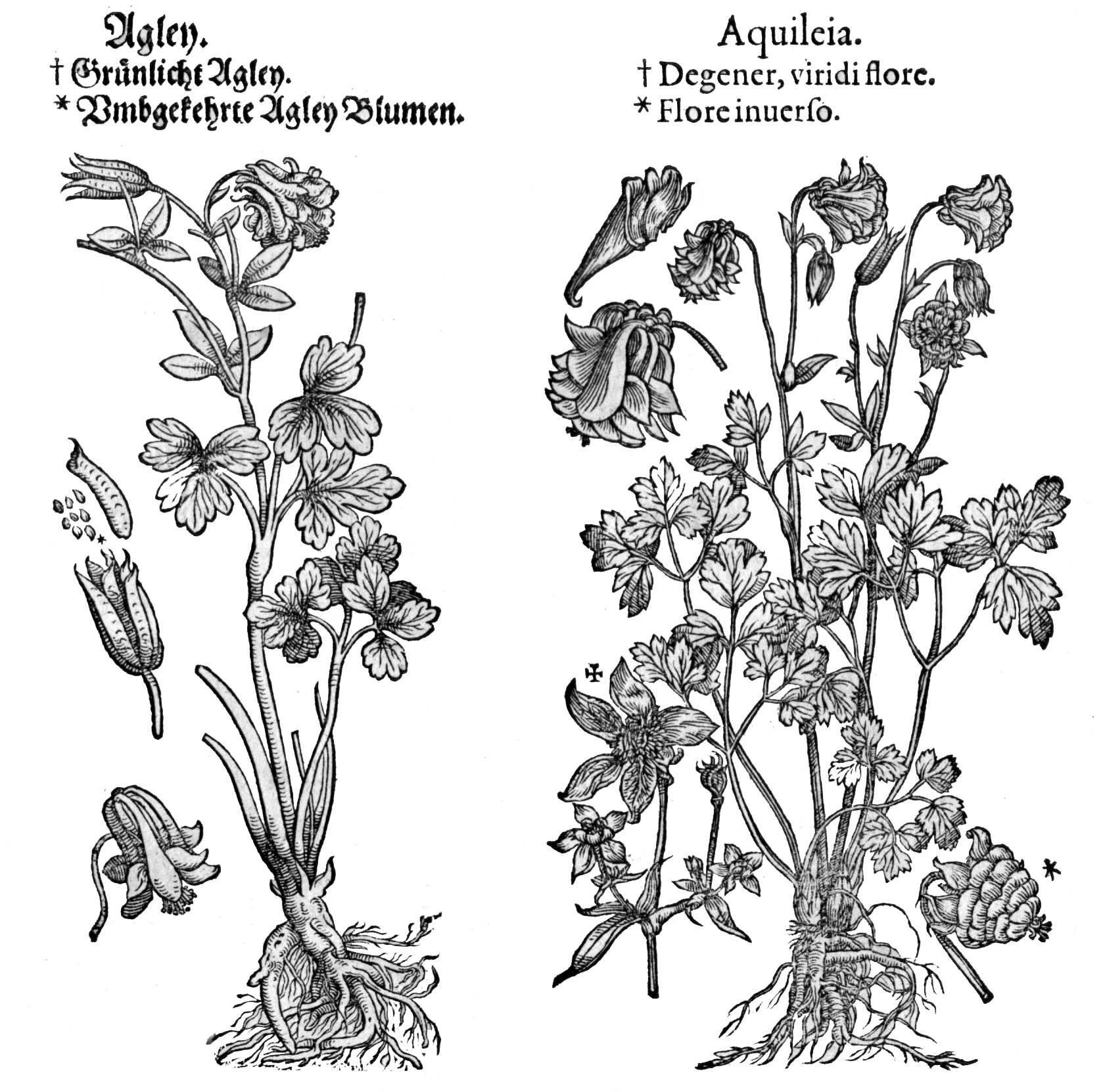
Camerarius – Handsch 1586. Sorten mit gefüllten Blüten

Die Akelei ist wahrscheinlich seit dem späten Mittelalter eine Zierpflanze europäischer Gärten. Da Herbarien erst ab dem 17. Jahrhundert angelegt wurden und erste botanische Bücher erst im 16. Jahrhundert geschrieben wurden, lässt sich ein genaueres Datum nicht bestimmen. Einen der ältesten Hinweise auf eine Verwendung der Akelei als Zierpflanze liefert dagegen die mittelalterliche Kunst. Auf dem um 1410 entstandenen „Paradiesgärtlein“ eines unbekannten oberrheinischen Meisters, das sich heute im Frankfurter Museum Städel befindet, ist neben zahlreichen anderen Zierpflanzen auch eine Akelei zu erkennen. Auch Hieronymus Bock berichtet 1539 in seinem „New Kreuterbuch“ von einem „Agleykraut“ bzw. einer „Agleyblume“, die häufig angebaut wird:

„Das Agley kraut wachßt gemeinglich in vnsern landen in den gärten. Man findts aber auch in den welden die in der höhe ligen … Vnd[er] disem gewächß fint man die dragen gantz weiß schellen / etlichs schön braun / dz dritt vnd aller gemeynst dragen himmel blo schellen.“

Gefüllte Sorten werden erstmals 1586 beschrieben, und im Hortus Eystettensis wurden 1613 zwölf kultivierte Formen der Gemeinen Akelei genannt.
Die pflegeleichte Gemeine Akelei, die allerdings schon um 1900 als altmodische Blume galt, ist heute noch häufig in Gärten zu finden. Sie gedeiht besonders gut an lichten bis halbschattigen Stellen in Gärten, die einen humosen Boden aufweisen, und wird häufig mit Farnen und Anemonen kombiniert.
Genauso häufig wie die Gemeine Akelei findet man jedoch in europäischen Gärten langspornige Akeleisorten. Diese sind nicht auf die Gemeine Akelei zurückzuführen. Es handelt sich meistens um Hybriden nordamerikanischer Akeleiarten, die nach 1800 zunehmend in Europa eingeführt wurden.

## Die Akelei in der Heilkunde

### Inhaltsstoffe
In den Blättern von Aquilegia-Arten wurde das cyanogene Glykosid Triglochinin gefunden, wobei genauere Angaben fehlen. Die ganzen Pflanzen, auch die Samen, gelten daher als giftverdächtig. Nach dem Aussaugen von etwa zwölf Blüten der Art Aquilegia chrysantha A. Gray entstanden bei einer Person: Gliederschwäche, nach zwei Stunden Zyanose, Benommensein und Miosis. Nach drei Stunden waren die Symptome verschwunden.

## Geschichte

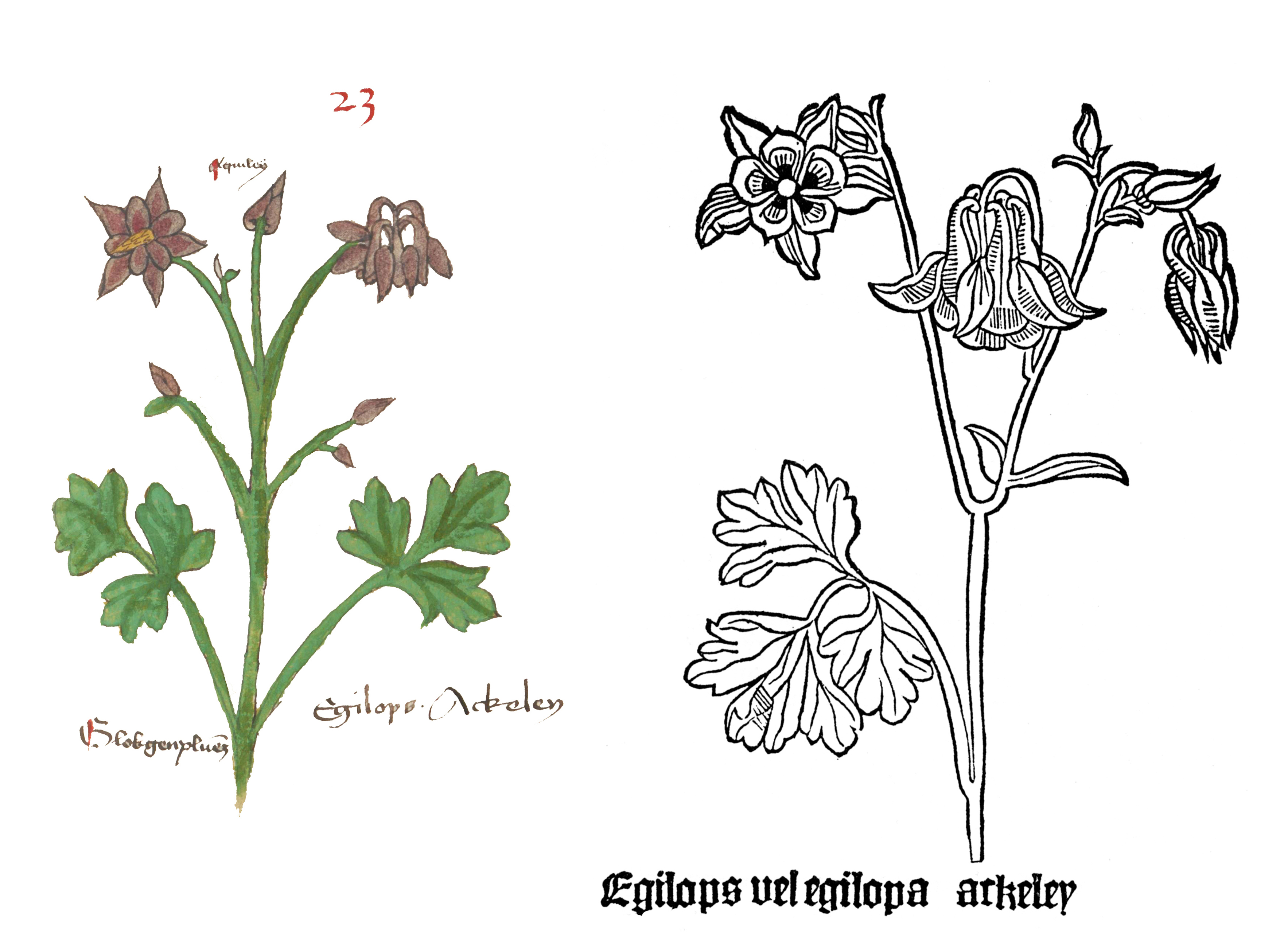
«Egilops» vel «egilopa» «ackeley» – Aquilegia vulgaris. Links: Vitus Auslasser 1479. Rechts: Gart der Gesundheit 1485. Weitere historische Abbildungen:

### Hildegard von Bingen
In den Hildegard von Bingen zugeschriebenen Physica-Manuskripten des 14. bis 15. Jh. wurde eine Arzneipflanze mit dem Namen „Akelei“ (agleya) erstmals erwähnt. Aus der Sicht der Säftelehre wurde sie als „kalt“ eingestuft. Als Heilmittel mit Kälte-Qualität sollte sie gegen Erkrankungen mit Hitze-Charakter wirken:

„Agleya ist kalt. Ein Mensch, in dem freischlich, was selega genannt wird, zu wachsen beginnt, esse roh agleyam und freischlich wird verschwinden. Und in wem orfimae zu wachsen beginnen, esse oft rohe agleyam und orfimae vergehen. Und wer viel flecma auswirft, beize agleyam mit Honig und esse das oft. Das flecma wird abnehmen und jenes wird ihn reinigen. Wer aber fiber hat, zerstoße «agleyam», seihe ihren Saft durch ein Tuch, füge dem Saft Wein hinzu und trinke das oft. Er wird es besser haben.“

„Freischlich“, „freisam“ oder „vreise“ waren im Spätmittelalter Bezeichnungen für Krankheiten, deren Charakter heftig, schreckenerregend und hitzig ist. Das wilde Stiefmütterchen wurde „freisam krut“ genannt. Durch den Zusatz „was selega genannt wird“ bekam der Ausdruck „freischlich“ im Agleya-Kapitel der Physica Hildegards auch eine Zuweisung zum Begriff Anfall (Schlaganfall, Epilepsie). Im Florentiner Physica-Manuskript aus dem frühen 14. Jh. wurde der Ausdruck «orfimae» durch den Ausdruck «scrofulae» (Hautgeschwülste) ersetzt. In einer Drogenkompilation des 14./15. Jahrhunderts („Alemannisches Kräuterbuch“) wurde nur der Schlusssatz des Akelei-Kapitels aus Hildegards Physica zitiert: „Ancusa aglaÿ ist gůt. Wer das pieuer hat der ſtoss das crut vnd trinck das ſafft dick mit guttem win ſo geniſt er.“

### Destillate
Elsässer Handschriften des 15. Jh. beschrieben die Wirkungen eines aus Akelei hergestellten Destillats:

„Ageley wasser iſt gut fur geſwer. Vnd fur gilwe vnd fur alle gelle. Vnd ageleien ſome iſt gut geſſen fur die omehtikeit an dem hertzen. Vnd vertribet giftige ding von dem hertzen. Vnd ſtercket vnd kreftiget daz hertze vnd den magen.“

Hieronymus Brunschwig übernahm diese Angaben aus Elsässer Handschriften in sein Kleines Destillierbuch vom Jahre 1500 und ergänzte sie durch die Empfehlung: „Agleien waſſer … iſt gůt do ein menſch nit mag zů ſtůl gon den fürdert es zů dem ſtůlgang.“

### Frühe Botanikgeschichte – Väter der Botanik – Neuzeit
Vitus Auslasser skizzierte 1479 in seinem Kräuterbuchmanuskript die Akelei so deutlich, dass die Art sicher zu bestimmen war. Erhard Reuwich fertigte für den 1485 in Mainz erschienenen Druck des Gart der Gesundheit einen detailgetreuen Holzschnitt der Pflanze an.
Hieronymus Bock verfasste 1539 für sein New Kreütterbuch die erste ausführliche Beschreibung des Habitus der Akeleipflanze.
Am Übergang vom 15. zum 16. Jahrhundert bemühten sich die Botanikerärzte, die Akelei in den Schriften der Antike nachzuweisen. Der Mönch Vitus Auslasser (1479), der Autor des Gart der Gesundheit (1485) und der Autor des Hortus sanitatis (1491) gaben der Pflanze mit Bezug auf den griechisch-römischen Arzt Pedanios Dioskurides (1. Jahrhundert) den Namen egilops. Hieronymus Bock deutete sie 1539 in seinem New Kreuterbuch als „Groß Centaurea“ des Pedanios Dioskurides, korrigierte sich aber in der 1546 erschienenen Überarbeitung des Buches und bezog die Akelei nun auf die „Kleine Centaurea“ des Dioskurides. Leonhart Fuchs kam 1543 zum Schluss:

„Agley oder Ageley würt auff den heütigen tag nit anders zů Latein genent dann Aquilegia / hat noch / ſo vil vnnd mir bewüßt / keinen nam bey den Griechen vnd alten Lateiniſchen gefunden.“

In der ärztlichen Praxis wurde die Akelei nicht beachtet und sie wurde auch nicht in die amtlichen Arzneibücher aufgenommen. Lediglich in enzyklopädischen Werken wurde sie noch aufgeführt.

### Heutige Verwendung in der Heilkunde
Akelei wird heute noch in der Homöopathie verwendet, wo die Pflanze ähnlich wie früher in der Volksmedizin bei Menstruationsbeschwerden, Nervosität, Schwächezuständen und Hautkrankheiten eingesetzt wird. In der modernen Pflanzenheilkunde findet die Akelei keine Verwendung mehr.

## Die Akelei im Aberglauben
Im Volksglauben gilt ein aus der Akelei bereiteter Trank als wirksam gegen die durch Zauberei bewirkte Impotenz.

„Welcher Breutgam durch zauberey vngeschickt worden ist zu den ehlichen wercken / der trincke von dieser wurtzel / vnd samen / er genest. …“

## Die Akelei in der Kunst

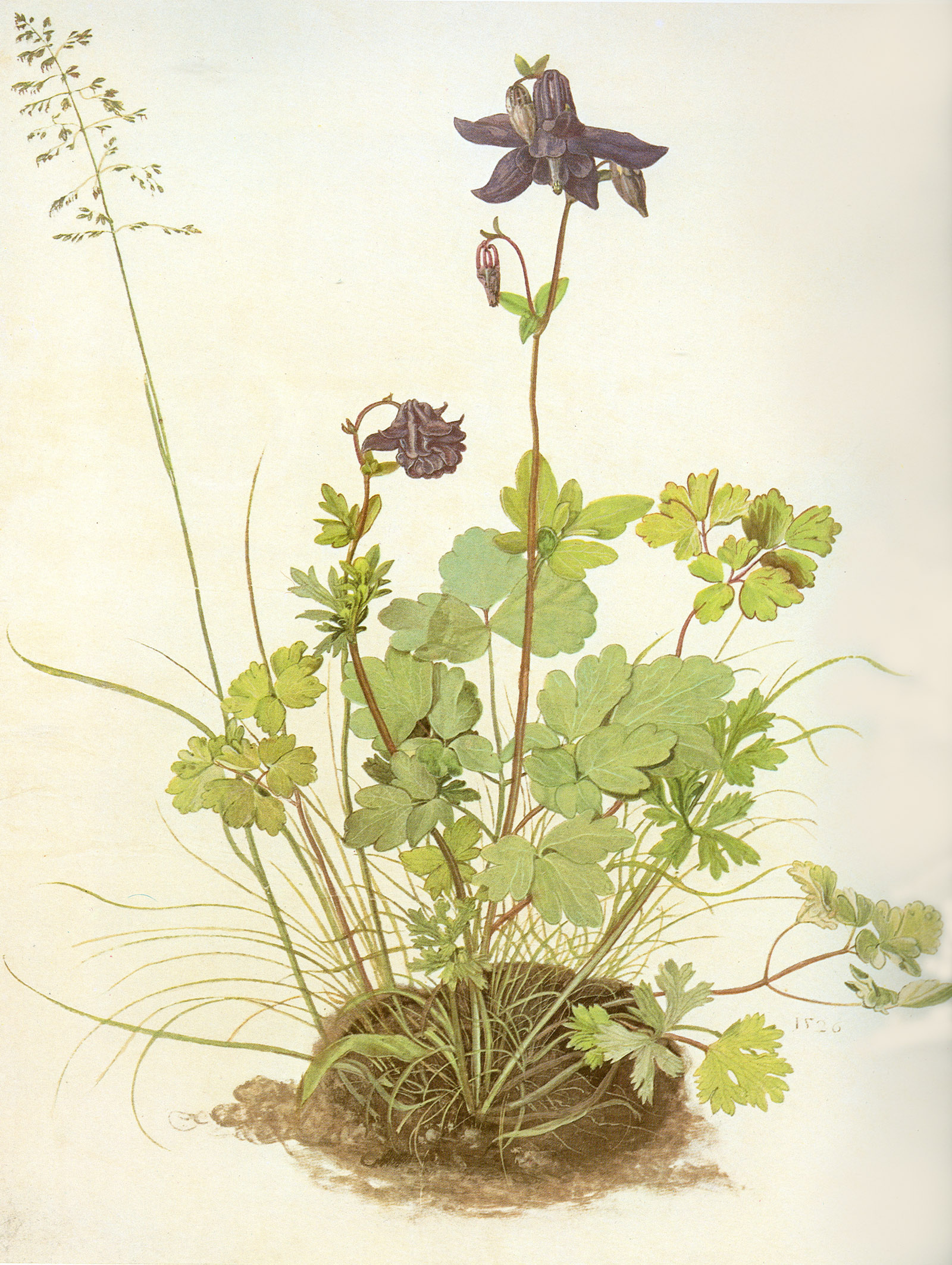
Aquarell Albrecht Dürers, Akelei, 1526

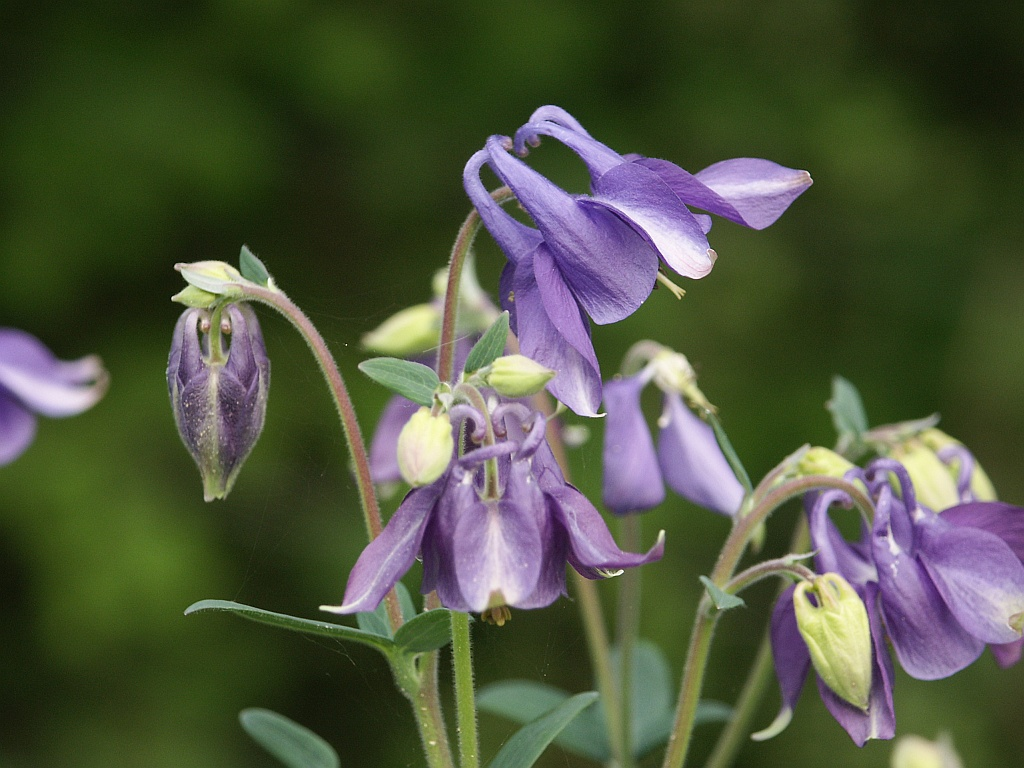
Akelei – bereits die Buchmalerei des 14. Jahrhunderts bildete sie ab

Die Akelei erscheint als Sinnbild auf vielen mittelalterlichen Tafelbildern. Esther Gallwitz, die ein ganzes Buch den auf den Gemälden des Frankfurter Städel dargestellten Pflanzen gewidmet hat, schreibt dazu:
„[Die Akelei] ist die „gotische“ Pflanze. Sowohl ihre Symbolik wie Zahlenmystik und Geometrie fordern zu abstrahierenden Darstellungen heraus. Da ist zuerst das zweimal dreigeteilte Blatt an den Blütentrieben, dann aber das grundständige Blatt, das dreimal dreigeteilt ist, und also aus siebenundzwanzig kleinen rundlichen Blättern ein gleichseitiges Dreieck in einem Kreis ergibt. Dieser Dreiteilung verbindet sich zum Symbol der göttlichen Dreifaltigkeit.“
Die Akelei erscheint bereits in der Buchmalerei ab dem 14. Jahrhundert sehr häufig. Häufig verweist die Abbildung der Akelei auf Bescheidenheit und Demut der Maria. Auf dem Genter Altar der Gebrüder van Eyck steht sie für die Demut Christi. Der mittelhochdeutsche Pflanzenname Ageleie wurde infolge der Ähnlichkeit möglicherweise auf die kabbalistischen Ligatur AGLA bezogen, die häufig auf Amuletten und Ringen angebracht wurde und dem Psalm 88, 53 Der Herr sei gepriesen in Ewigkeit, Amen entspricht.
Die Darstellung der Blume Akelei dürfte als demütige Lobpreisung und Anrufung Christi zu deuten sein, was auch ihre häufige Anbringung neben anbetenden Stiftern und Heiligen erklärt. Als Hinweis auf die Demut Christi kommt die Akelei auch in den folgenden Gemälden vor:
- Hugo van der Goes, Sündenfall, Wien, KHM
- Lucas Cranach d. J., Allegorie der Erlösung, Weimar, Stadtkirche
- Unbekannter Meister, Einhornjagd, Erfurt, Dom
- Hugo van der Goes, Portinari-Altar, Uffizien

Nicht selten wird die Akelei auch auf die Demut Mariens bezogen. Das Pflanzensymbol weist dabei auch auf die wunderbare Mutterschaft Marias hin.
Die Akelei mit ihren entfernt taubenförmigen Blütenblättern symbolisiert auch den Heiligen Geist. Im Wallraf-Richartz-Museum, Köln hängt ein Triptychon mit der Anbetung der Könige, auf deren Mitteltafel ein Strauß mit sieben Akelei-Blüten auftaucht. Der unbekannte mittelalterliche Maler hat die Blüten in die Nähe des weiter links befindlichen Taubensymbols gerückt, die sieben Blüten symbolisieren damit auch die „sieben Gaben des Heiligen Geistes“ und verweisen auf die „sieben Schmerzen Mariens“. Damit leiten sie auf die Kreuzigungsdarstellung auf dem rechten Flügel des Triptychons hin.
Als Hinweis auf die sieben Gaben des Heiligen Geists sind auch die aufgeblühten sieben Akeleien zu verstehen, die auf Hugo van der Goes Portinari Altar neben dem Jesuskind stehen. Nach Marianne Beuchert steht die Zahl sieben hier auch für die sieben Kardinaltugenden des Geistes: Weisheit, Verstand, Rat, Stärke, Erkenntnis, Frömmigkeit und Furcht des Herrn (Jesaja 11,2).
Nach Marianne Beuchert bleibt es ungewiss, ob das Dreiblattornament der gotischen Kirchenfenster sich von der Akeleiblatt oder vom Kleeblatt ableitet.
Offenbar angeregt durch den volkstümlichen altitalienischen Namen „Amor nascosto“ (=„Geheime Liebe“) haben vor allem italienische Maler die Akelei in einem etwas anderen Zusammenhang gedeutet. Auf dem Frauenporträt „La Colombine“ von Francesco Melzi, das sich heute in der Eremitage von Sankt Petersburg befindet, ist die Akelei Sinnbild für eine heimliche Liebe und Verführung. Auf Melzis Bild ist eine verführerische schöne Frau mit entblößter Brust zu sehen, die in ihrer Hand eine Akelei mit einer geöffneten Blüte und zwei hängenden Knospen hält. Im Bildhintergrund rankt ein efeublättriges Leinkraut (Cymbalaria muralis) an der Wand entlang. Dieses Leinkraut wird im Codex Rinio als umbilicus veneris, also als Nabel der Venus bezeichnet. Von der Kunstwissenschaft wird das Bild daher als Darstellung einer geheimen Liebe („amor nascosto“) gedeutet.
Eine ähnliche Bedeutung hat die Akelei auf dem im Louvre befindlichen Bildnis der Margherita Gonzaga von Pisanello. Auch Leonardo da Vinci malte die Gemeine Akelei neben Bacchus, und auf einer nicht erhaltenen Zeichnung, deren Kopie in der Bibliothek von  Schloss Windsor aufbewahrt wird, zeigt er Akelei neben Leda mit ihren Kindern.
Die Kunst nach dem 16. Jahrhundert hat die mittelalterlich-religiöse als auch die spätere sexuelle Symbolik der Akelei zunehmend vergessen. Die Akelei erscheint in späteren Jahrhunderten nur noch selten und hier meist in profanen Stillleben.

## Die Akelei in der Symbolsprache

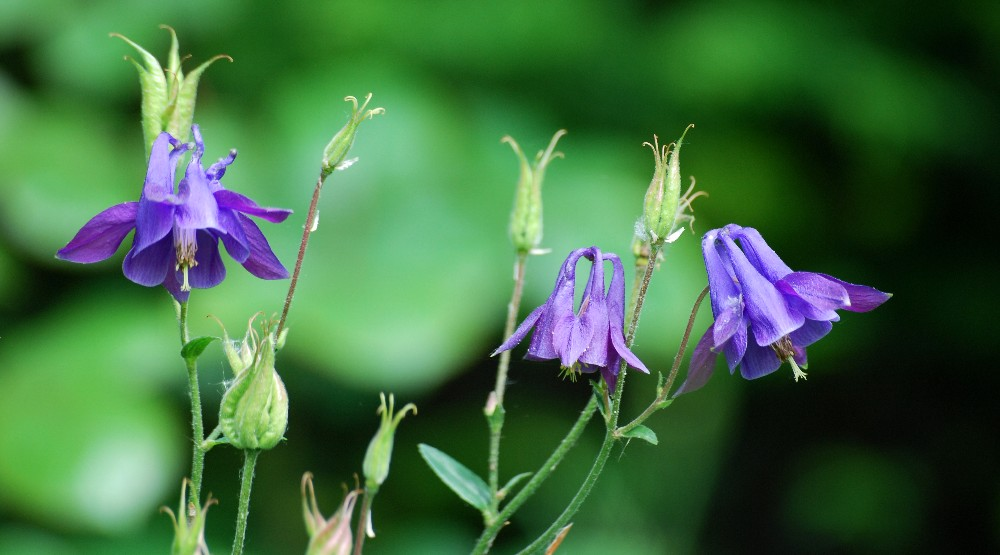
Gemeine Akelei – Symbol für Demut

Deutlicher noch als bei anderen Pflanzensymbolen sind die symbolischen Bedeutungen der Gemeinen Akelei gegensätzlich. Auf der einen Seite interpretierte man den gesenkten, nickenden Blütenkopf als Zeichen für Demut. Man sah darin auch die Sorgen der Jungfrau Maria symbolisiert, da man in dem französischen Namen Ancholie die Verkürzung von Melancholie sah. In der Renaissance zählte die Akelei zu den Begräbnispflanzen. Gleichzeitig symbolisierte die Akelei Sexualkraft, Unbeständigkeit oder auch den verlassenen Liebhaber. Einer jungen Frau im 17. Jahrhundert einen Akeleistrauß zu schenken, galt aufgrund der Symbolik der Pflanze als unschicklich.

## Trivialnamen
Für die Gemeine Akelei sind oder waren, zum Teil nur regional, auch die Bezeichnungen Acaleye, Acculey (mittelhochdeutsch), Achelei, Acherram (mittelhochdeutsch), Ackelege (mittelhochdeutsch), Ackelege, Ackelei, Ackeleyn, Wylt Acley (mittelniederdeutsch), Acleye (mittelniederdeutsch), Acquiley (mittelhochdeutsch), ageleia, Aglar, Aglei, Agleia, Agleya, Agleyblumen, Akelchen, Akeleye (mittelniederdeutsch), Akeley (Österreich), Dryakerskraut, Frauenhandschuh, Unser lieben Frauen Handschuh, Glocken (Augsburg), Glockenblumen (Schlesien), Glöcklein (Thüringen), Glöckli (Schweiz), Gotteshut, Hakelei (Mecklenburg), Jovisblumen, Klockenblom (Altmark, Siebenbürgen), Klockjes (Ostfriesland), Laqueya (mittelniederdeutsch), Manzelesblumen (Schweiz bei Weggis), Phöse (Schweiz), Schlotterhose (Schweiz), Schweizerhose (Schweiz) und Tyriackskraut gebräuchlich.